# Donald Judd
Donald Clarence Judd (Excelsior Springs (Missouri), 3 juni 1928 – Manhattan, New York, 12 februari 1994) was een Amerikaanse schilder en beeldhouwer. Hij geldt naast Robert Morris en Sol LeWitt als een der hoofdvertegenwoordigers van het minimalisme.

## Leven en werk
Judd studeerde van 1949 tot 1953 filosofie aan de Columbia-universiteit in New York en in de avonduren kunstgeschiedenis aan de gerenommeerde opleiding van de Art Students League of New York, en zette na een korte onderbreking zijn kunst- en filosofiestudie van 1957 tot 1962 aan de Columbia-universiteit voort. In 1962 kreeg hij achtereenvolgens een aanstelling tot docent aan het "Brooklyn Institute of Arts and Sciences" in New York, de Yale-universiteit in New Haven (Connecticut), de Universiteit van Saskatchewan en het Oberlin College in Ohio.
Van 1959 tot 1965 werkte hij als vrij criticus voor de kunsttijdschriften Art News, Arts Magazine en Art International. Nadat hij als kunstenaar bekend werd, kon hij gebruikmaken van de kennis, die hij zich reeds als kunstcriticus met betrekking tot de Europese en jonge Amerikaanse kunst eigen had gemaakt.

## Zijn werk
Judd begon zijn carrière als schilder, maar hij wilde zijn werken niet aan de muur hangen. Hij experimenteerde daarom met vrijstaande objecten, maar de vorm van het object werd voor hem steeds belangrijker. Hij zocht naar een kunstvorm, die noch schilderen, noch beeldhouwen was. Het moest beide in zich verenigen: zijn Specific Objects. Bekend zijn vooral zijn 'stack sculptures': rechthoekige dozen in een verticale rij tegen de wand. Dat is typisch voor zijn werkwijze: eenvoudige elementen en een eenvoudige compositie. Hij werkte met uitgesproken industriële materialen: gelamineerd hout, gegalvaniseerd ijzer, geëloxeerd aluminium. Ook de kleur moest niet langer iets voorstellen, maar was er omwille van zichzelf.
Vanaf 1971 woonde en werkte Judd vooral in Marfa, Texas, waar hij in 1979 land en een aantal gebouwen (in bouwvallige staat) had gekocht met hulp van de Dia Art Foundation om zo, ver van het kunstbedrijf verwijderd, samen met vrienden en collega's op zijn ideale manier te kunnen exposeren. De opening van het gerenoveerde complex vond plaats in 1986.
De Chinati Foundation zet thans de non-profitorganisatie voort met een permanente expositie van werken van Donald Judd, John Chamberlain, Dan Flavin, Ilya Kabakov, Richard Long, Carl Andre, Claes Oldenburg en Coosje van Bruggen.

## Werk in openbare collecties (selectie)
- Kröller-Müller Museum, Otterlo
- Migros Museum für Gegenwartskunst, Zürich
- Museum Boijmans Van Beuningen, Rotterdam[1]
- Sammlung Rolf Ricke
- Stedelijk Museum Amsterdam

## Tentoonstellingen (selectie)
- 1965: 8. Biënnale van São Paulo
- 1968: documenta 4, Kassel en Whitney Museum of American Art, New York
- 1976: 37. Biënnale van Venetië
- 1982: documenta 7, Kassel
- 2004: Tate Modern, Londen

## Fotogalerij

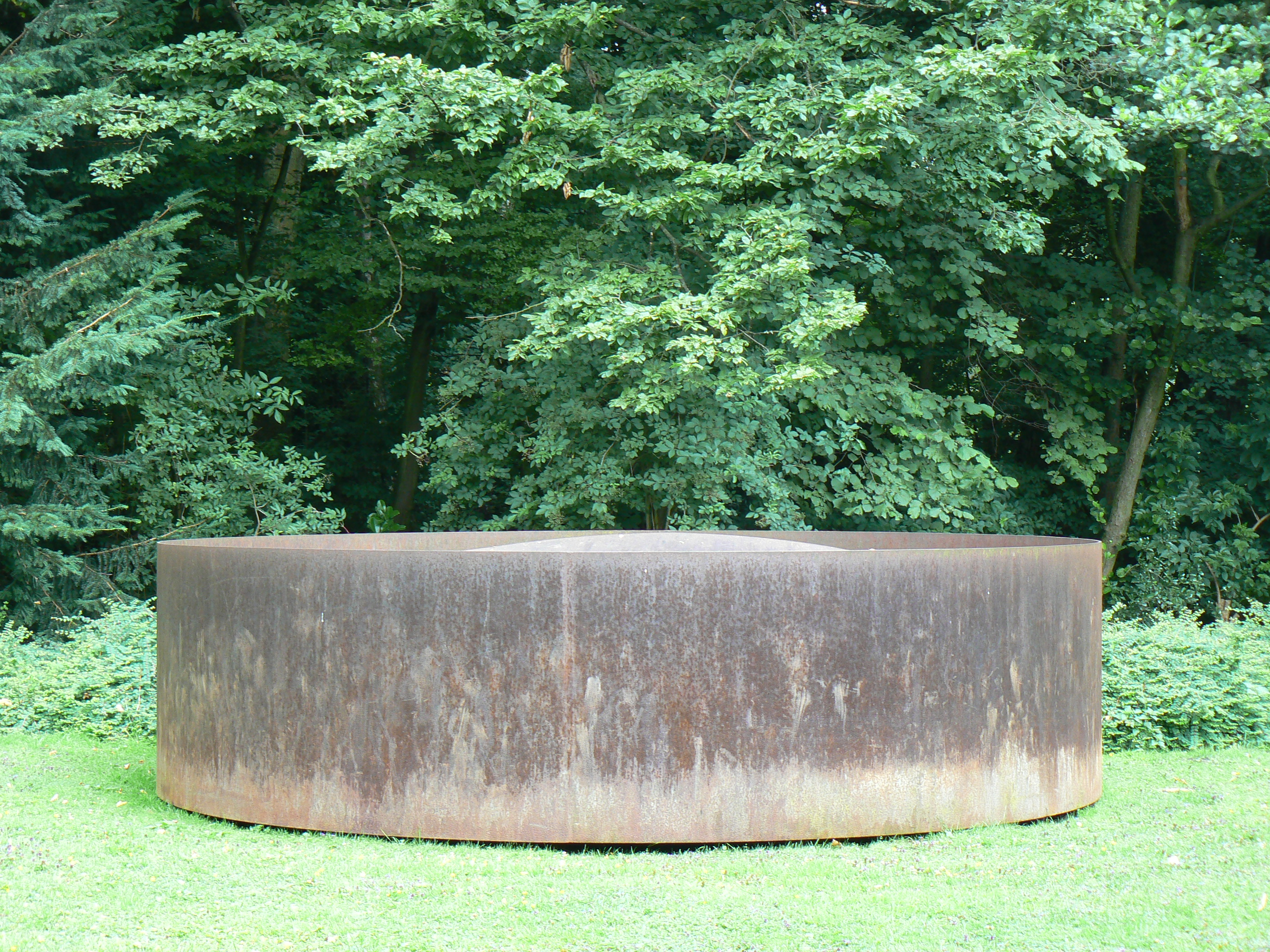
Bottrop object (1977), Beeldenpark van het Quadrat Bottrop
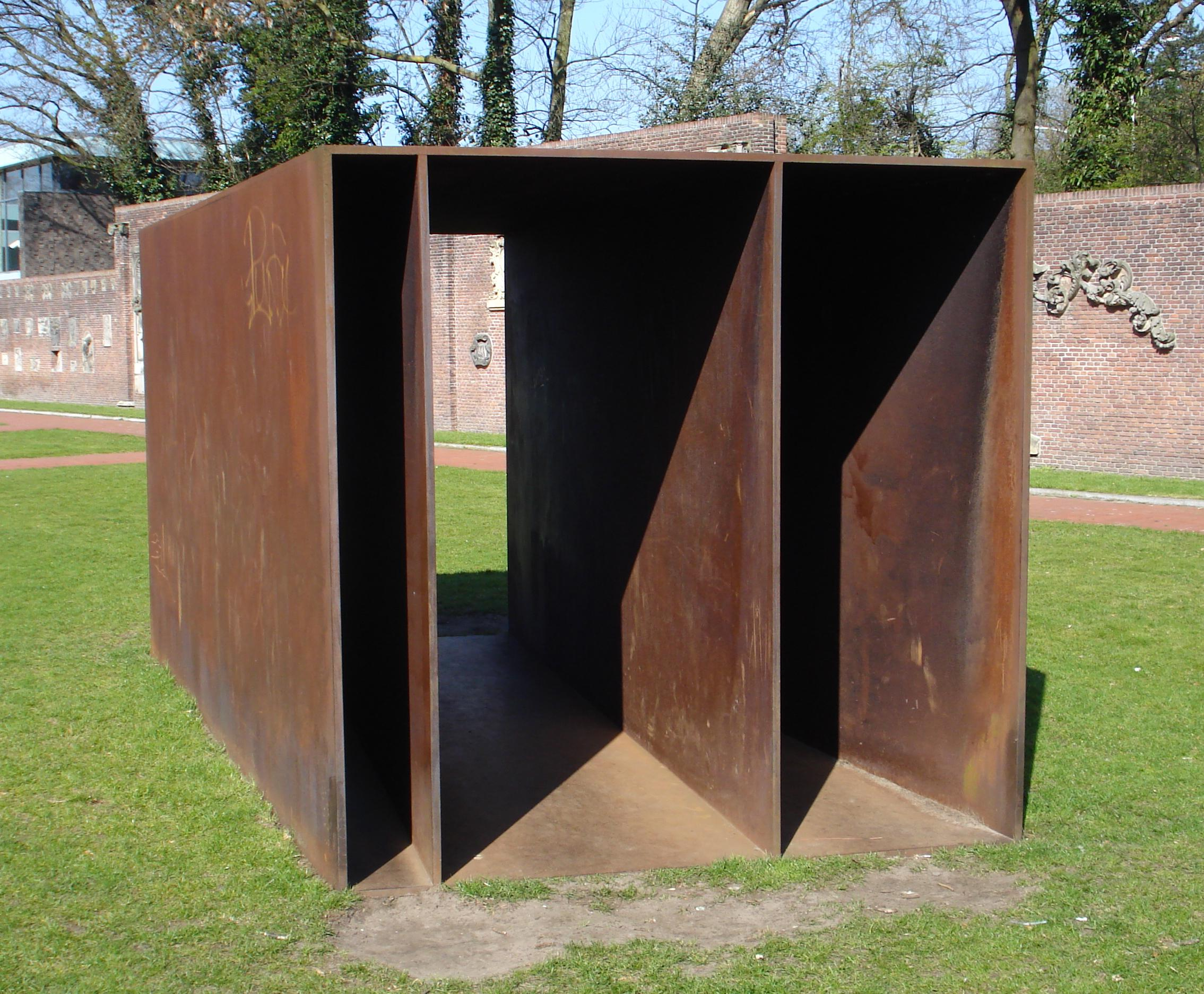
Untitled Object (1983), Beeldenpark Gemeentemuseum Den Haag
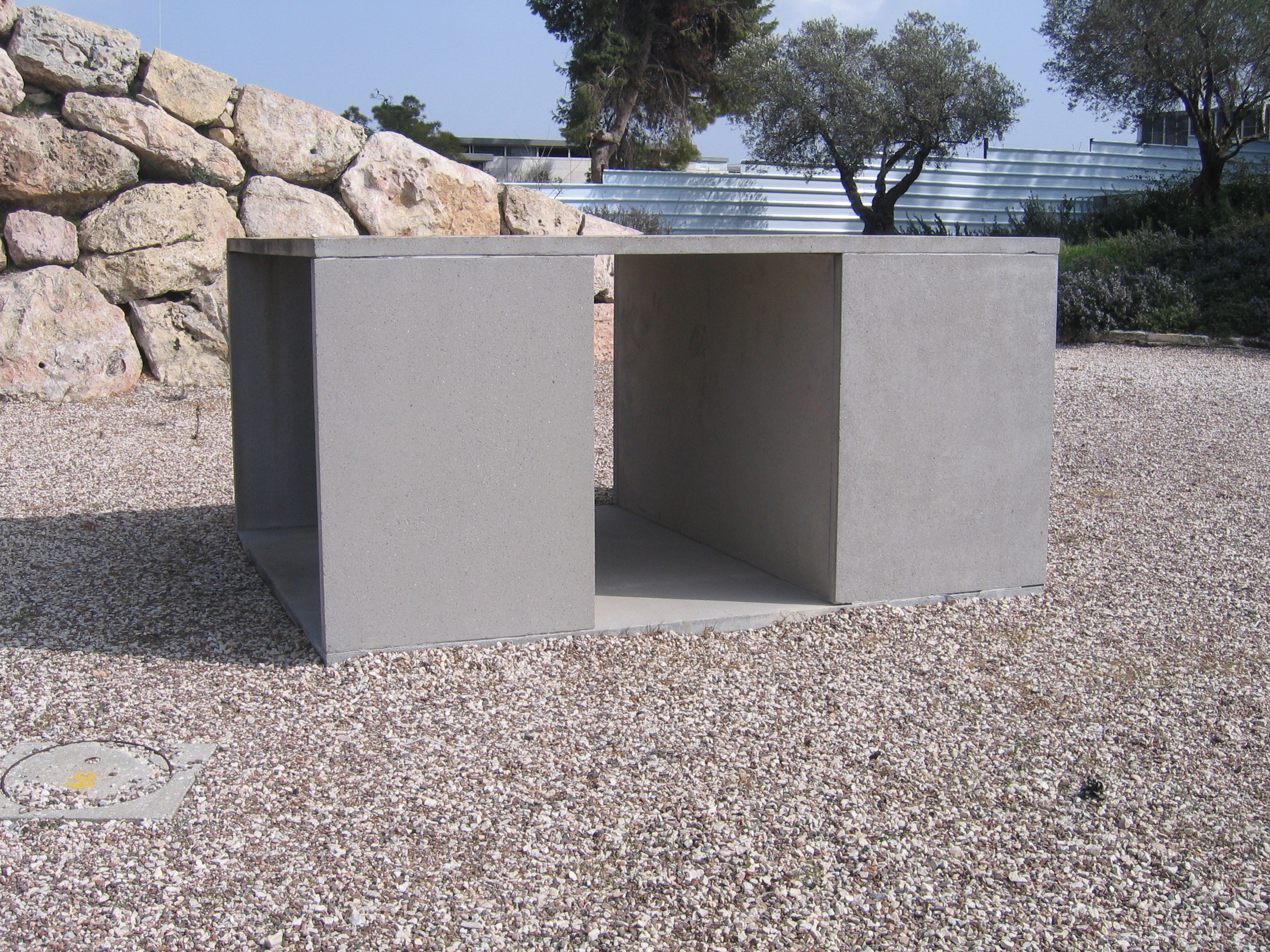
sculptuur (1988-1991), Billy Rose Art Garden, Jeruzalem